# ناي الراعي
ناي الراعي (مواليد 1985/1986 (33-34)) هي صحفية لبنانية، باحثة، ناشطة، ومهنية في الدفاع عن القضايا النسائية من بيروت، لبنان.

## المؤهلات الدراسية (التعليم)
حصلت ناي على درجة البكالوريوس في الصحافة من الجامعة اللبنانية ودرجة الماجستير في الإعلام العالمي والدراسات الجنسانية  من كلية الدراسات الشرقية والأفريقية (لندن) في عام 2011. وشملت اهتماماتها البحثية حقوق المرأة في وسائط الإعلام، والديناميات الجنسانية، والسياسة الطائفية في لبنان.

## المسار الوظيفي
في عام 2014، بدأت العمل كموظفة اتصالات وشراكات في مركز الشؤون الجنسانية التابع لمنظمة أوكسفام في بريطانيا العظمى، وكموظفة اتصالات وشراكات في البرنامج الإقليمي للعدالة الجنسانية في الشرق الأوسط وشمال أفريقيا بالنسبة لمنظمة أوكسفام في تونس. وتعمل منذ عام 2015 في منظمة كفا (كفى) للعنف والاستغلال، وهي منظمة غير حكومية نسائية تركز على العنف ضد المرأة.
عملت كصحفية في وسائل إعلام مختلفة مثل دار الحياة (2007-2008) كمراسلة مساهمة، وفي صحيفة السفير (2006-2013) كمراسلة مساهمة، وفي الجامعة الأمريكية في بيروت كمحررة في قسم الاتصالات والتخطيط الاستراتيجي (2012-2014). تعمل منذ عام 2014 ككاتب مساهم في صحيفة المودون الإلكترونية.
وفي عام 2014، كانت ناشطة في جمعية النساوية النسائية وبدأت العمل في السنة التالية في كفا (كفى) للعنف والاستغلال كمنسقة لبرنامج الخادمات المنزليات المهاجرات، وفي نهاية شباط/فبراير 2016، أطلقت مع «ميرا المير» و«ساندرا حسن» موقعًا شبكيًا اسمه (منظمه تعقب المتحرش) لتتبع وتوثيق المضايقات في لبنان التي استُهلت بإطلاق خريطة المضايقات في مصر في عام 2010. وكانت ناي واحداً من 13 عربياً اختارتهم هيئة الإذاعة البريطانية ليكون على قائمتهم التي تضم 100 امرأة. تم اختيارها بسبب تحديها لتأسيس موقع تتبع المضايقات